# Diens
Diens (* 1978, bürgerlicher Name Etienne Marti), ehemals Dienson, ist ein Schweizer Rapper und Musikproduzent aus Bern.

## Werdegang
Zusammen mit seinem älteren Bruder Cédric «Serej» Marti begann Diens bereits als Jugendlicher zu rappen und beteiligte sich unter anderem an diversen Wettkämpfen in der Region Bern. Im Jahr 1997 gründete er mit Schulfreunden die Gruppe Wurzel 5. Die Band veröffentlichte zwischen 2001 und 2009 vier Alben und konnte mit zweien davon Platz 5 der Schweizer Album-Charts erreichen. Nach dem Album Letschti Rundi gab die Gruppe bekannt, zukünftig keine vollständigen Studioalben mehr zu veröffentlichen.
Im Weiteren machte Marti mit zahlreichen Beiträgen auf Samplern und den Veröffentlichungen anderer Musiker auf sich aufmerksam. Er gehört durch Wurzel 5 dem Chlyklass-Kollektiv an und war unter anderem an dem Album Ke Summer beteiligt.
Seit 2006 ist Diens zusammen mit Basil «Baze» Anliker Sänger und Frontmann der Band Tequila Boys, die bei einem monatlichen Konzert bekannte Lieder covert. Die Gruppe führte das Konzert Live im Anker von Rumpelstilz 2009 neu auf und veröffentlichte dazu ein Album.
Am 18. Januar 2013 veröffentlichte er sein erstes Soloalbum mit dem Titel Schwarzmale.